# Dottie Pepper
Dottie Pepper, född 17 augusti 1965 i Saratoga Springs i New York, är en amerikansk golfspelare. Mellan 1988 och 1995 spelade hon under namnet Dottie Mochrie som var hennes namn innan hon skilde sig från sin dåvarande make.
Efter att Pepper hade tagit examen vid Furman University blev hon medlem på den amerikanska LPGA-touren 1988. Hon vann 17 tävlingar på touren inklusive sina segrar i majortävlingen Nabisco Dinah Shore 1992 och 1999. Hon vann penningligan 1992 och slutade bland de tio bästa under tio av elva säsonger mellan 1991 och 2001. Hon deltog i det amerikanska Solheim Cup-laget 1990, 1992, 1994, 1996, 1998 och 2000.
På grund av skador spelade Pepper endast en tävling 2002 och i juli 2004 tog hon beslutet att dra sig tillbaka från tävlingsgolfen. Hon arbetar numera som expertkommentator på NBC och The Golf Channel.

## Meriter

### Majorsegrar
- 1992 Nabisco Dinah Shore
- 1999 Nabisco Dinah Shore

### LPGA-segrar
- 1989 Oldsmobile LPGA Classic
- 1990 Crestar Classic
- 1992 SEGA Women's Championship, Welch's Classic, Sun-Times Challenge
- 1993 World Championship of Women's Golf
- 1994 Chrysler-Plymouth Tournament of Champions
- 1995 PING Welch's Championship, McCall's LPGA Classic
- 1996 Rochester International, ShopRite LPGA Classic, Friendly's Classic, Safeway LPGA Golf Championship
- 1999 Oldsmobile Classic
- 2000 Arch Wireless Championship

### Övriga segrar
- 1992 JCPenney Classic (med Dan Forsman), Wendy's Three-Tour Challenge (med Patty Sheehan och Nancy Lopez)
- 1995 JCPenney/LPGA Skins Game
- 1996 Diners Club Matches (med Juli Inkster)
- 1997 Diners Club Matches (med Juli Inkster)
- 1999 Gillette Tour Challenge (med Graham Marsh och Tom Watson), Diners Club Matches (med Juli Inkster)
- 2000 Hyundai Team Matches (med Juli Inkster)
- 2001 Wendy's Three-Tour Challenge (med Annika Sörenstam och Karrie Webb)

### Utmärkelser
- 1992 Rolex Player of the Year, Vare Trophy